# Jean Maximilien Lamarque
Jean Maximilien Lamarque, nacido en Saint-Sever (Landes) el 22 de julio de 1770, muerto de cólera el 1 de junio de 1832, fue un oficial-general francés, que hizo su carrera en los ejércitos de la Revolución y el Imperio, en particular destacó en las guerras de Vendée y España.

## Infancia y educación
La juventud de Jean Maximilien Lamarque tuvo lugar en una familia acomodada, su padre Pierre-Joseph Lamarque (1733-1802) fue un abogado en el parlamento, procurador del rey y senescal de Saint-Sever. Estudió en la universidad de los jacobinos de Saint-Sever, donde uno de sus tíos, Jean-Jacques Lamarque (1737-1809), fue prior, antes de convertirse en director del seminario de Dax, entonces vicario general de la diócesis. En 1791, se niega a tomar juramento y serán perseguidos durante el Terror. Jean Maximilien tuvo una excelente educación.

## Revolución francesa

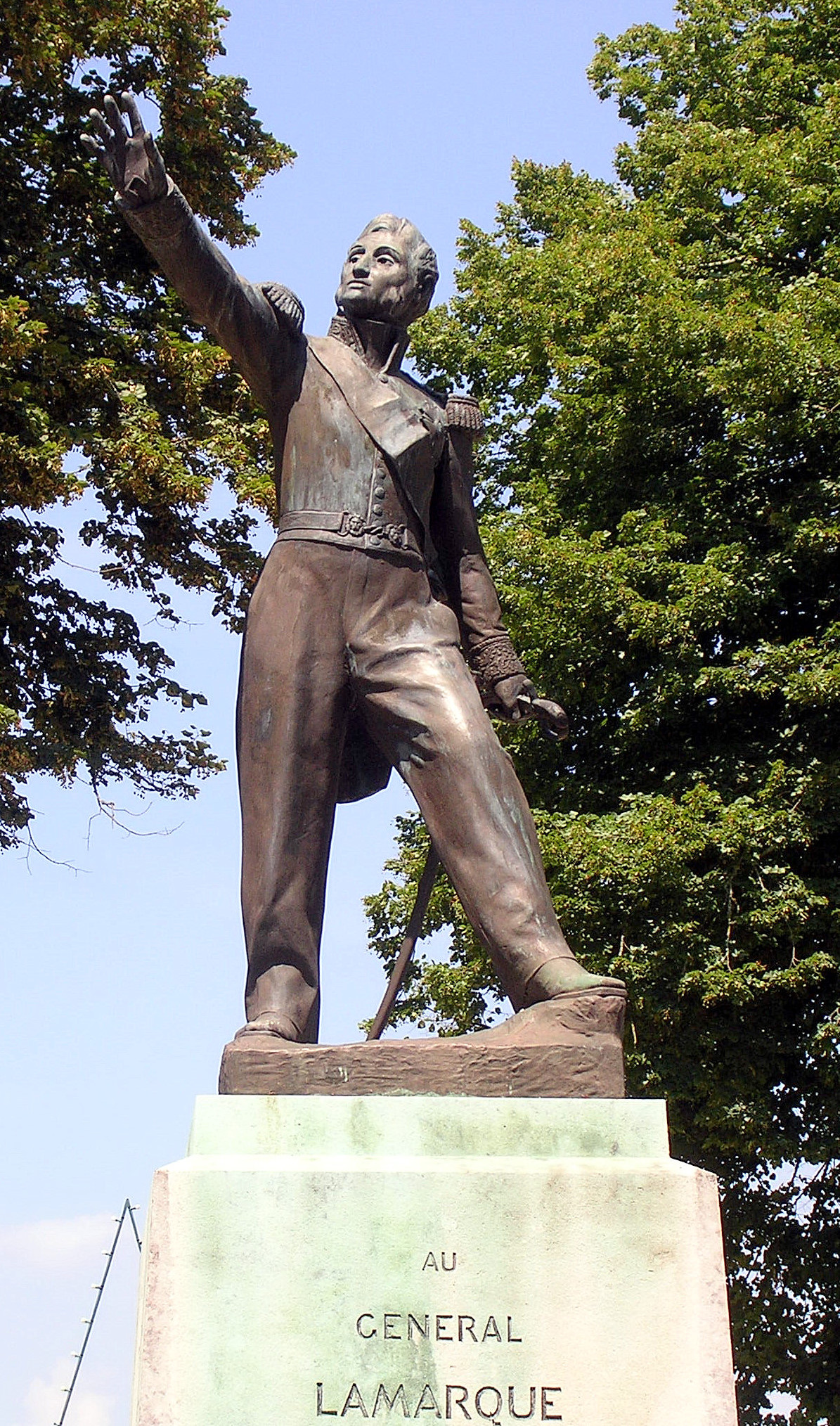
Estatua en su honor.

Su padre Pierre-Joseph Lamarque (1733-1802), elegido diputado del Tercer Estado de los Estados Generales de 1789, tomó el Juramento del Juego de Pelota, a continuación, formó parte de la Asamblea Nacional Constituyente. En marzo de 1790, el joven Jean Maximilien, con 19 años, dejó su ciudad natal para reunirse con su padre en París y completar sus estudios. Se mezcla en la febril vida política de la capital, y se compromete en 1792 con una empresa privada. Poco después, se colocó en la cabeza del batallón que saquea la Catedral de Vabres, rompiendo el mármol del altar con el fin de construir un monumento y para recoger las crines de Marat. Después, quemaron el edificio.
A principios de 1793 es ascendido a Teniente de granaderos en el Cuarto Batallón de voluntarios de Landes.

## Restauración
Al restaurarse los Borbones en el poder (1815), Lamarque se convirtió en un visible opositor de la idea del retorno al antiguo régimen. Cuando los Borbones son depuestos (1830), él participó en las fuerzas para reprimir los levantamientos de partidarios del legitimismo que apoyaban el regreso de la  familia real.
Sin embargo,  pronto se convirtió también en crítico de la nueva monarquía constitucional del rey Luis Felipe I (el "rey ciudadano"), argumentando falta de respeto a los derechos humanos y libertades políticas. Sus puntos de vista reforzaron su simpatía popular.  Su muerte fue catalizador para la rebelión parisina de 1832, que proveyó la escena para la novela de Víctor Hugo, Los Miserables.